# Neoekspressionisme
Neoekspressionisme eller nyekspressionisme var en kunstbevægelse, der dominerede kunstmarkedet i Europa og USA fra slutningen af 1970'erne til midten af 1980'erne. Den stod for en genoplivning af det ekspressionistiske maleri. Bevægelsen bestod overvejende af unge kunstnere, der oftest malede figurativt og undertiden abstrakt. Bevægelsen var en reaktion mod de intellektuelle bevægelser som minimalistisk og konceptuel kunst, som havde forsømt kunstens evne til at aktivere fantasien, opfinde myter og give afløb for menneskelige følelser. Kunstnerne vendte i stedet tilbage til de romantiske motiver.

## Stil
Malerierne var ofte figurative og farverige. Bevægelsen fornægtede de traditionelle standarder for sammensætning og design; en ambivalent følelse i malerierne afbildede byliv og dets værdier. Billederne var ikke-idealiserede og farverne var ofte livlige og ikke altid harmoniske. Ord, der kan anvendes om et neoekspressionistiskt maleri, er uro, spænding, fremmedgørelse og tvetydighed.

## Kunstmarkedet
1980-tallet var en tid med overflod og forbrug. Kunstmarkedet i New York voksede stærkt og priserne på moderne kunst  nåede absurde højder. Neoekspressionistiske kunstnere som Julian Schnabel og Jean-Michel Basquiat kunne udnytte tidsånden og få høje priser for deres værker. Kunsthandlere og galleristers aggressive metoder og medieopmærksomhed spillede en vigtig rolle i kunstmarkernes udvikling.

## USA
I USA omtaltes neoekspressionismen også som "new fauvism", "punk art" og "bad painting". "Bad painting" var et ord, der blev benyttet af kunstkritikerne, der ofte beskrev de neoekspressionistiske værker som uforløste og grimme. Ifølge kritikkerne savnede kunstnernes viden om traditionel maleteknik og farvesammensætning.
Kendte amerikanske neoekspressionister er
- Philip Guston
- Julian Schnabel
- Jean Michel Basquiat

## Europa
I Europa havde neoekspressionister andre betegnelser. I Italien kaldtes bevægelsen bl.a. transavantgarde og i Tyskland for "die Neuen Wilden"  ("de nye vilde", en henvisning til fauvismen). I Frankrig dannede unge kunstnere en neoexpressionistisk gruppe "Figuration Libre". 
Blandt de mest kendte kunstnere fra Europa er 
- Christopher Smile Brun
- Anselm Kiefer
- Georg Baselitz
- Sandro Chia
- Francesco Clemente
- Robert Combas
- Remi Blanchard
- Francois Boisrond
- A.R. Penck
- Herve de Rosa